# 川村壱馬
川村 壱馬（かわむら かずま、1997年1月7日 - ）は、日本の歌手、ダンサー、俳優であり、THE RAMPAGE from EXILE TRIBEのメンバー。
大阪府大阪市阿倍野区出身。LDH JAPAN所属。身長170cm。血液型B型。

## 略歴
中学3年の時にEXILE・TAKAHIROに影響を受け歌手を志す。高校は音楽学校に転校。学校でEXPGにスカウトされ大阪校に特待生として通う。
2014年4月、「VOCAL BATTLE AUDITION 4」に合格しTHE RAMPAGEのボーカル候補となる。同年9月、同グループの正式メンバーとなる。
2018年10月、『PRINCE OF LEGEND』で俳優デビュー。俳優は幼少期から興味があったという。
2025年1月29日、零（レイ）名義でソロデビュー。

## 人物
- 一人っ子である[6]。
- 小学1年から11年間空手をしていた[6]。
- 高校生の時に両親が離婚した[7]。

## 作品

### シングル
|         | 発売日        | タイトル     | 順位    |
| 零 名義 | 零 名義       | 零 名義      | 零 名義 |
| ------- | ------------- | ------------ | ------- |
| 1       | 2025年1月29日 | Delete/Enter | 3位     |

### 配信シングル
- My Precious One（2025年8月22日）

### その他のソロ曲
| 発売日        | 曲名                         | 収録作品                             |
| 川村壱馬 名義 | 川村壱馬 名義                | 川村壱馬 名義                        |
| ------------- | ---------------------------- | ------------------------------------ |
| 2023年11月8日 | 世界が変わってしまったけれど | THE RAMPAGE from EXILE TRIBE『片隅』 |

### 参加作品
| 発売日         | 曲名          | 収録作品                                                   |
| 川村壱馬 名義  | 川村壱馬 名義 | 川村壱馬 名義                                              |
| -------------- | ------------- | ---------------------------------------------------------- |
| 2018年10月31日 | Take On Me    | m-flo presents PRINCE PROJECT feat. 川村壱馬「Take On Me」 |
| 2022年12月28日 | Wings         | V.A.『HiGH&LOW THE WORST BEST ALBUM』                      |
| 2024年8月14日  | GO HARD       | MA55IVE THE RAMPAGE『M5V』                                 |
| 2024年11月27日 | BOW WOW WOW   | V.A.『BATTLE OF TOKYO 〜COLLABORATION BATTLE STAGE〜』     |

### 作詞
- THE RAMPAGE from EXILE TRIBE
  - 「100degrees」（2017年）ラップパート[10]
  - 「Dream On」（2018年）ラップパート[11]
  - 「FAST LANE」（2020年）[12]
  - 「STRAIGHT UP」（2022年）[13]

## 出演

### テレビドラマ
- PRINCE OF LEGEND（2018年10月 - 12月、日本テレビ） - 京極竜 役
  - 貴族誕生 -PRINCE OF LEGEND-（2019年11月 - 12月）
- HiGH&LOW THE WORST EPISODE.O（2019年7月 - 8月、日本テレビ） - 主演・花岡楓士雄 役
  - 6 from HiGH&LOW THE WORST（2020年11月 - 12月）[14]
- 日曜の夜ぐらいは…（2023年4月30日 - 7月2日、ABCテレビ・テレビ朝日） - 住田賢太 役[15]
- セクシー田中さん（2023年10月22日 - 12月24日、日本テレビ） - 仲原進吾 役[16]

### 映画
- PRINCE OF LEGEND（2019年3月21日） - 京極竜 役
  - 貴族降臨 -PRINCE OF LEGEND-（2020年3月13日）
- HiGH&LOW THE WORST（2019年10月4日） - 主演・花岡楓士雄 役
  - HiGH&LOW THE WORST X（2022年9月9日）[17]
- 貞子DX（2022年10月28日） - 前田王司 役[18][19]
- MY (K)NIGHT マイ・ナイト（2023年12月1日） - 刹那 役[20]

### テレビ番組
- THE RAMPAGE 〜3Vocals THE NEXT〜 （2024年2月 - 7月 、MUSIC ON! TV）[21]

### CM
- 第一興商「LIVE DAM STADIUM」（2017年）[22]
- DHC「薬用ディープクレンジングオイル リニューブライト」（2020年）[23]
- ディップ「バイトルPRO」（2021年 - 2022年）[24][25]
- クリエイト「クリエイト転職」（2023年）[26]
- UHA味覚糖「コロロ」（2024年 - 2025年）[27]

### ゲーム
- PRINCE OF LEGEND LOVE ROYALE (2019年3月5日 - 2022年6月30日、iOS / Android) - 京極竜 役[28]
- HiGH&LOW THE CARD TEPPEN BATTLE (2021年9月16日 - 2023年3月31日、iOS / Android) - 花岡楓士雄 役[29]

## 書籍

### フォトエッセイ
- 川村壱馬ファーストフォトエッセイ『SINCERE』（2020年6月23日、幻冬舎）[30] 特別限定版 ISBN 978-4-344-03619-2、通常版 ISBN 978-4-344-03620-8
- 川村壱馬 2ndフォトエッセイ『PROMISE』（2025年4月4日、幻冬舎）[31]

### 写真集
- 川村壱馬 1st写真集 Etoile（2024年4月24日、小学館）[32] ISBN 978-4-096-82443-6

### 雑誌連載
- ViVi「I am K」（2023年12月号 - 、講談社）[33][34]

## 受賞
- スニーカーベストドレッサー賞 2021 俳優部門[35]